# اجتراف علوي
الاجتراف العلوي (overwash) هو تدفق المياه والرواسب على قمة الشاطئ والتي لا تعود مباشرةً إلى الجسم المائي (مثل، المحيط أو البحر أو الخليج أو البحيرة، ويشار هنا إلى المحيط) حيث استقرت بعد عودة تقلبات مستوى المياه إلى مستواها الطبيعي. وهناك نوعان من الاجتراف العلوي: الاجتراف العلوي بواسطة طغيان الموجة والاجتراف العلوي بواسطة الإغراق. وفي المواقع الجيومورفولوجية والجيولوجية الساحلية، يشير مصطلح «الاجتراف العلوي» إلى تدفق الرواسب نحو اليابسة نتيجة تجاوز ارتفاع الكثيب.
المواد المجروفة (washover) هي الرواسب المترسبة على يابسة الشاطئ بواسطة عملية الاجتراف العلوي. ويمكن ترسب المواد المجروفة على قمة الحافة أو بعيدًا عند خليج الحاجز الخلفي أو الخور أو البحيرة الساحلية.